# Praia do Barril
Praia do Barril
A praia do Barril (esporadicamente conhecida como praia da Armação ou praia dos Três Irmãos) é uma das praias da Ilha de Tavira, localizada a oeste de Santa Luzia, próxima do pequeno aldeamento turístico Pedras d'El-Rei, a poucos quilómetros a sudeste de Tavira e a oeste da praia da Ilha de Tavira. A paisagem é formada pela Serra do Caldeirão a norte e o Cerro de São Miguel a noroeste, além dos sapais, canais e salinas da Ria Formosa, bem como as formações dunares da ilha de Tavira e o Oceano Atlântico, a sul.
O acesso é feito por uma ponte que atravessa a Ria Formosa seguindo-se um trilho e caminho pedonal que atravessam a ilha, num total de cerca de 1,5 km. Não é permitida a circulação de bicicletas nem de veículos motorizados neste percurso. Na época balnear o atravessamento da ilha é igualmente feito por um pequeno comboio, que assegura um serviço regular. A linha ferroviária, do tipo Decauville, tem cerca de 1 km de extensão, em via estreita de 60 cm de bitola paralelo ao caminho pedonal. A linha foi construída com o objetivo inicial de servir a antiga armação de pesca do atum localizada na praia do Barril.
A praia do Barril é uma das praias mais calmas da costa sul do Algarve, escapando, mesmo no pico da época balnear, às enchentes que caracterizam outras praias da região.
As suas águas são calmas e tépidas durante a Primavera e o Verão. Nos dias amenos de sol, ao longo dos meses de Inverno, é um local para a prática de desportos ao ar livre ou para a observação de aves aquáticas.
Ostenta regularmente a bandeira azul, prova da sua qualidade ambiental.
Praia vigiada, galardoada, há vários anos com o prémio Bandeira Azul é considerada uma das melhores praias portuguesas.

## História

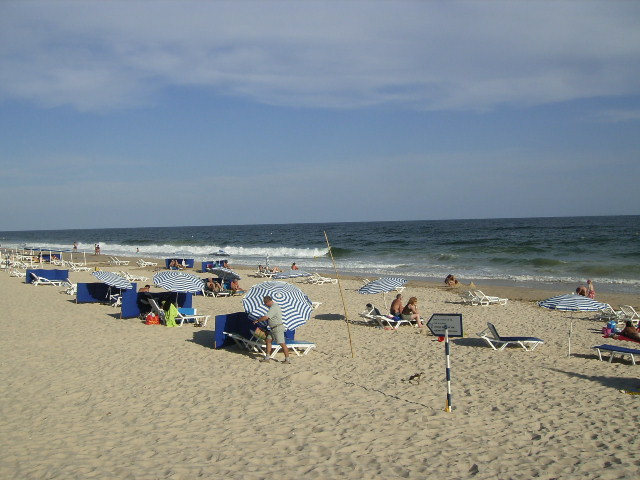
Praia do Barril

Nos meses de verão, viviam num arraial onde hoje é a praia do Barril cerca de 80 pescadores e famílias. Viviam da pesca de atum, que passa ao largo em migração para o Mediterrâneo (“atum de direito”) e de volta para o Atlântico (“atum de revés”). Esta armação terá sido fundada em 1841 e funcionado até 1966.[carece de fontes?]
Em memória desses tempos existe no centro da praia um cemitério de âncoras, que eram usadas na antiga armação, e as pequenas casas onde os pescadores habitavam no verão foram recuperadas para lojas, restaurantes e apoios de praia.

## Naturismo
É uma praia regularmente frequentada pela comunidade naturista. A parte ocidental desta praia é uma das sete praias naturistas em Portugal.

## Equipamentos Turísticos

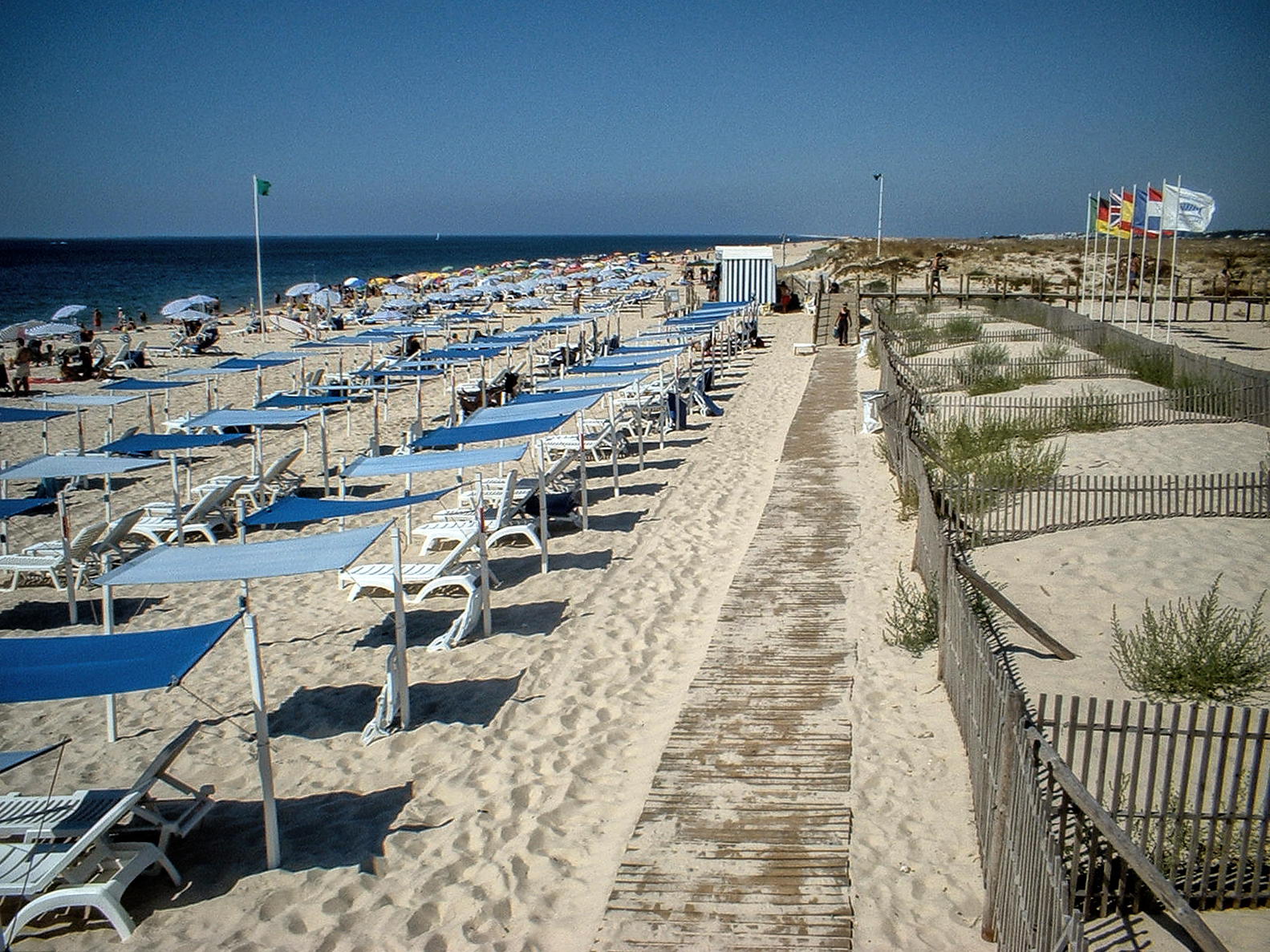
Praia do Barril - Zona concessionada, Tavira, Portugal

Existem alojamentos nas imediações desta praia, especialmente em Tavira e Cabanas de Tavira, incluindo hotéis, pensões e apartamentos. Santa Luzia é famosa pelos seus restaurantes, especialmente pelo arroz de polvo e pelos pratos de marisco e peixe grelhado. Não muito longe desta praia existem também alguns campos de golfe (Benamor, Quinta da Ria e Quinta de Cima).